# Царевщина (Саратовская область)
Царевщина — село в Балтайском районе Саратовской области России. Административный центр Царевщинского муниципального образования. Основано в 1703 году.

## География
Село находится в северной части Саратовского Правобережья, в пределах Приволжской возвышенности, в лесостепной зоне, на берегах реки Алай, на расстоянии примерно 3 километров (по прямой) к юго-востоку от села Балтай. Абсолютная высота — 109 метров над уровнем моря.
Климат
Климат характеризуется как умеренно континентальный с холодной снежной зимой и жарким сухим летом. Среднегодовая температура воздуха — 3,4 °C. Абсолютный минимум температуры воздуха самого холодного месяца (января) составляет −43 °C; абсолютный максимум самого тёплого месяца (июля) — 39 °C. Безморозный период длится в течение 138 дней в году. Среднегодовое количество атмосферных осадков — 330—580 мм, из которых большая часть (326 мм) выпадает в период с апреля по октябрь. Снежный покров держится в среднем 140—147 дней в году.

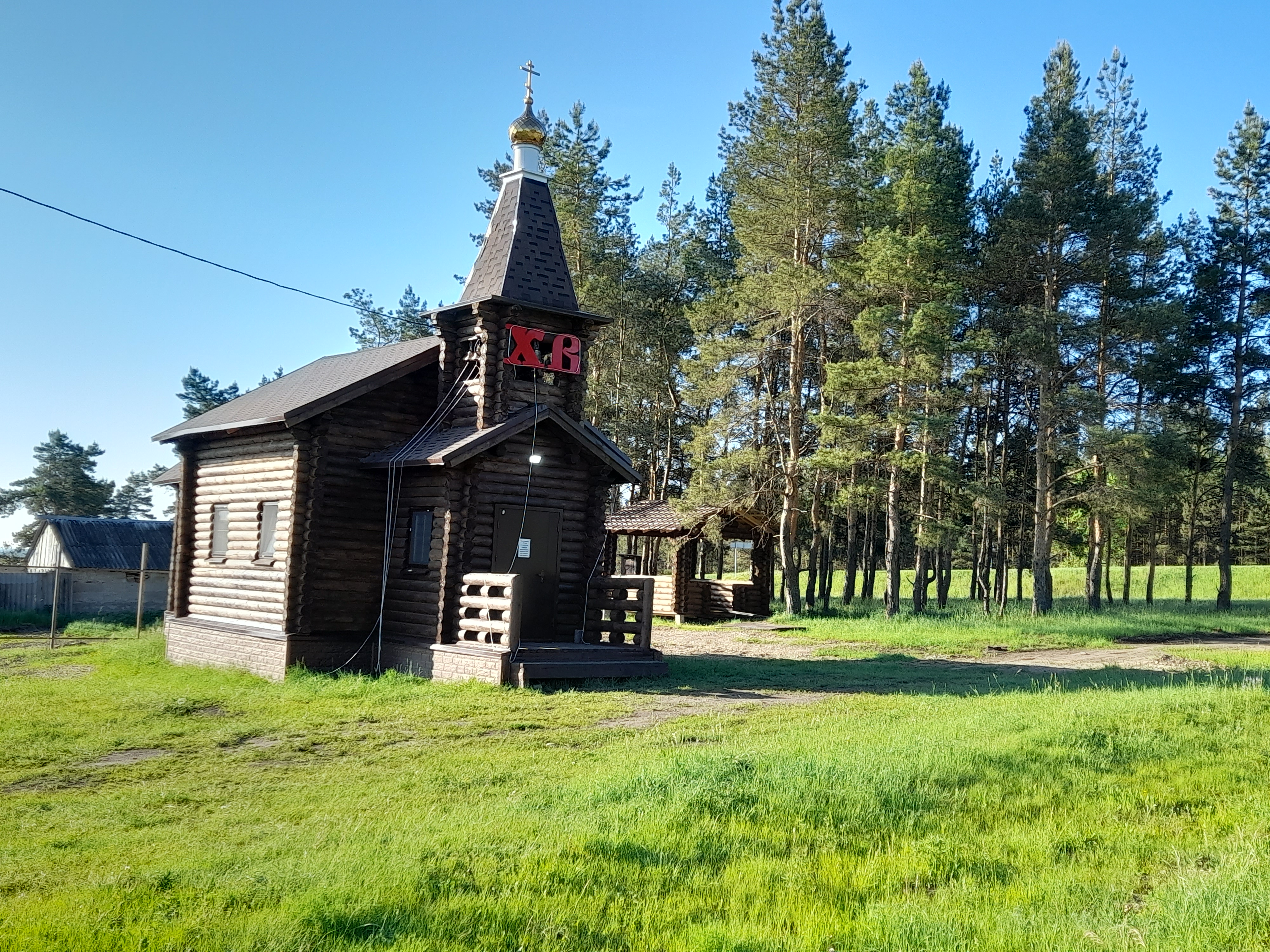
Церковь Александра Невского

## Население
| 2002 | 2010  |
| ---- | ----- |
| 1626 | ↘1505 |

Гендерный состав
По данным Всероссийской переписи населения 2010 года в гендерной структуре населения мужчины составляли 48,2 %, женщины — соответственно 51,8 %.
Национальный состав
Согласно результатам переписи 2002 года, в национальной структуре населения русские составляли 69 % из 1626 чел.

## Фотогалерея

Виды села
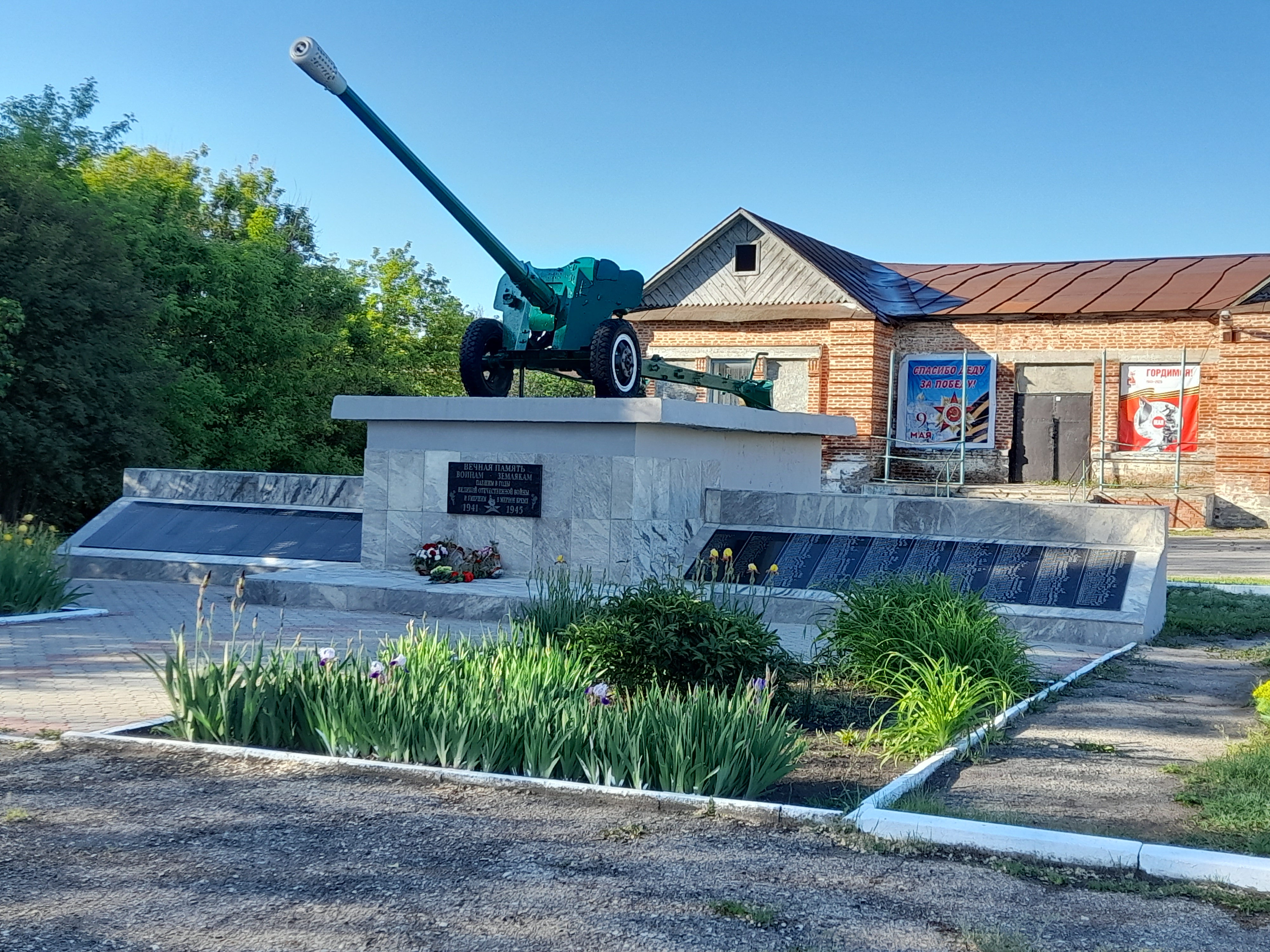
Памятник воинам ВОВ
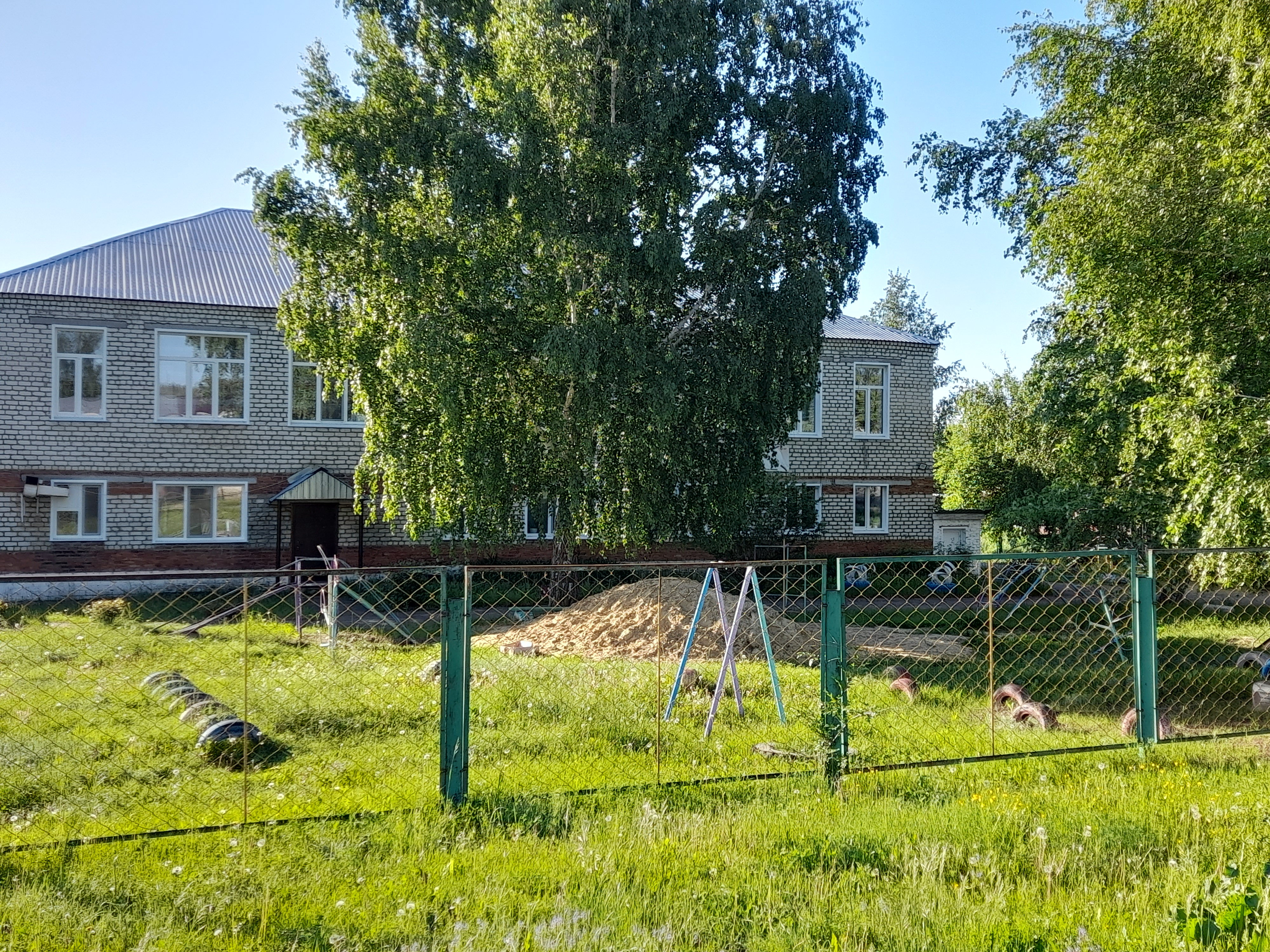
Детский сад
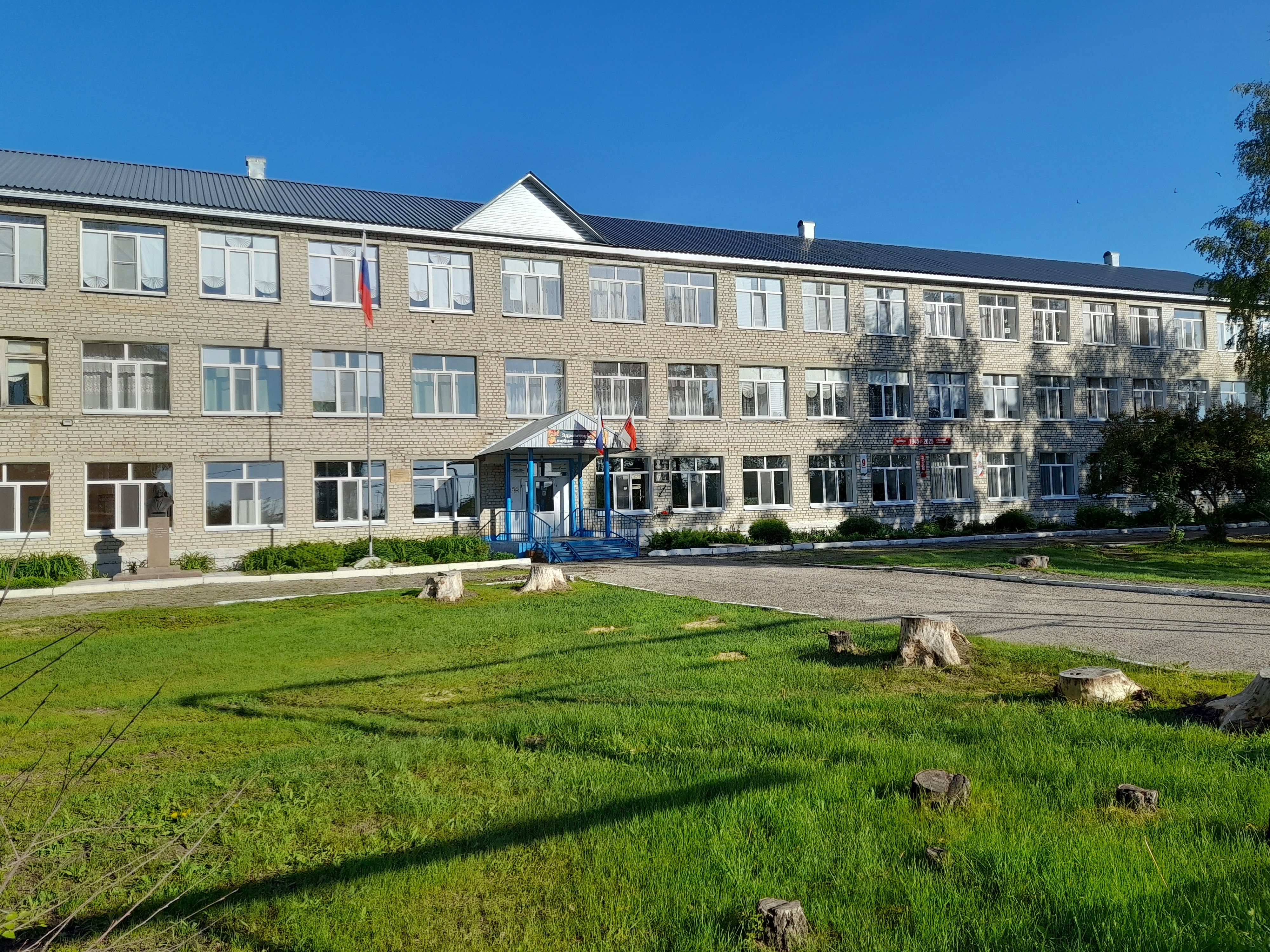
Школа
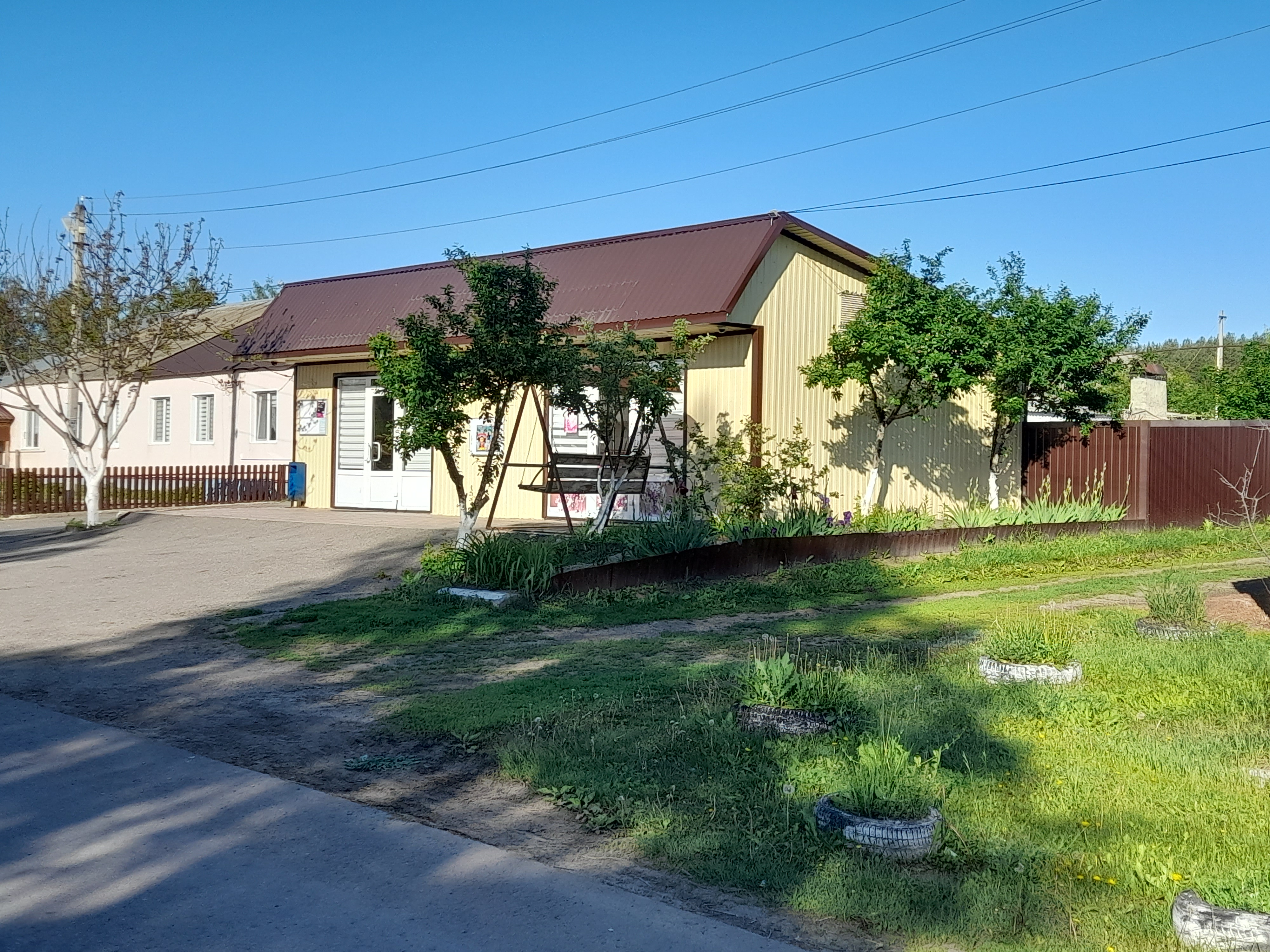
Магазин
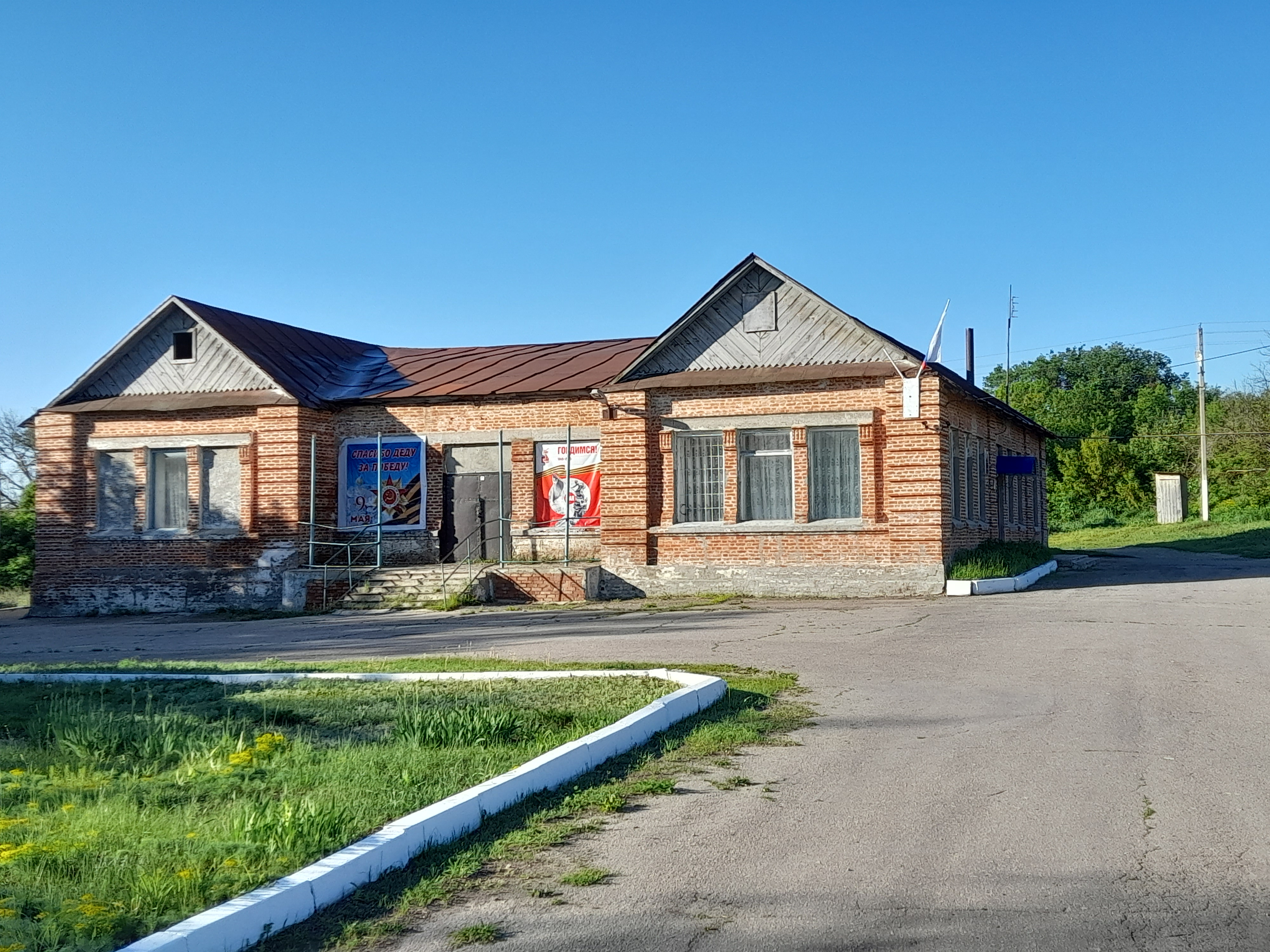
Администрация села